# Chi Ngan
Chi Ngan (danh pháp khoa học: Cairina) là một chi trong họ Vịt (Anatidae). Chi này có hai loài, với tên gọi chung là ngan, tương tự như nhau về mặt giải phẫu nhưng lại hoàn toàn khác nhau về mặt hình thái bề ngoài. Đó là
- Cairina moschata: Ngan bướu mũi, ngan nội, ngan ta, vịt Xiêm
- Cairina scutulata (đồng nghĩa: Asarcornis scutulata?): Ngan cánh trắng

Hai loài này ban đầu được coi như là thuộc về chi điển hình của phân họ "Cairininae" (hay tông "Cairinini"), một nhóm được cho là nhóm "vịt đậu cây", ở một mức độ nào đó là trung gian giữa vịt (Anatinae) và vịt khoang (phân họ Tadorninae). Tuy nhiên, sự gộp nhóm kiểu này cuối cùng lại được xem như là kiểu gộp nhóm cận ngành, và các loài trong chi Cairina đã được nhiều nhà phân loại học chuyển sang phân họ Vịt (Anatinae), với các dữ liệu hiện tại đã có cho thấy chúng có quan hệ họ hàng khá gần.
Trong khi đó, phân tích các trình tự mtADN của cytochrome b và NADH dehydrogenaza lại chỉ ra rằng điều này có lẽ không chính xác. Ngoài ra, hai loài trong chi Cairina lại không có quan hệ họ hàng gần gũi với nhau, điều này cũng được gợi ý từ sự xa cách về mặt phân bố địa lý của các dạng chưa thuần hóa với ngan bướu mũi ở Trung và Nam Mỹ và ngan cánh trắng ở khu vực Đông Nam và Nam Á.
Ngan bướu mũi dường như là họ hàng xa của chi Aix chứa 2 loài uyên ương. Cùng với chi Aix, chúng dường như có họ hàng với phân họ Tadorninae và như thế Cairina moschata cần phải đặt trong phân họ Tadorninae.
Ngược lại, ngan cánh trắng - đôi khi được coi là có quan hệ họ hàng với loài vịt Hartlaub (Pteronetta hartlaubii) vẫn còn bí ẩn - theo các phân tích phân tử cần được chuyển sang chi cũ của nó là Asarcornis – với mối quan hệ họ hàng gần với chi Aythya của phân họ Aythyinae, và trên thực tế nó có thể là một loài vịt lặn kỳ dị.
Ngan nuôi tại Việt Nam hiện nay là các giống (ngan dé, ngan trâu v.v) của ngan bướu mũi đã thuần hóa, với số liệu ước tính theo FAO là khoảng 30.000 tới 100.000 con vào năm 1997 .

## Hình ảnh

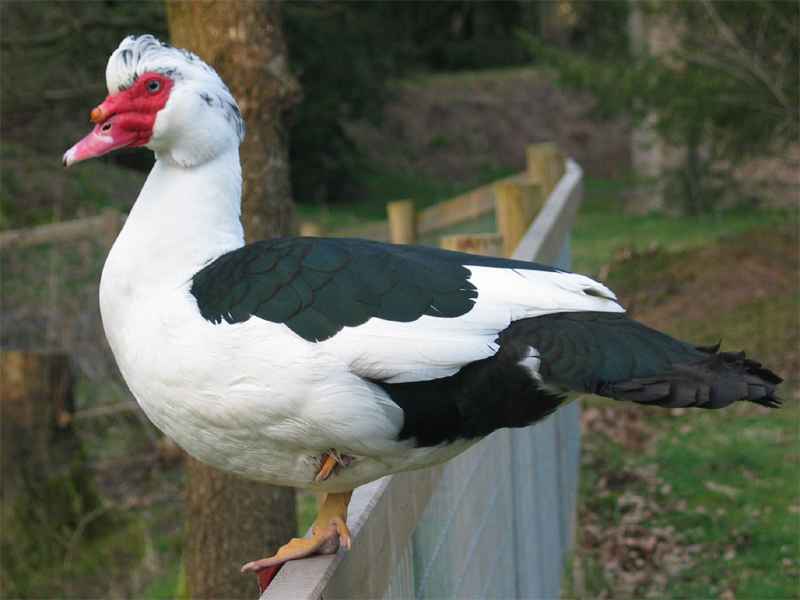
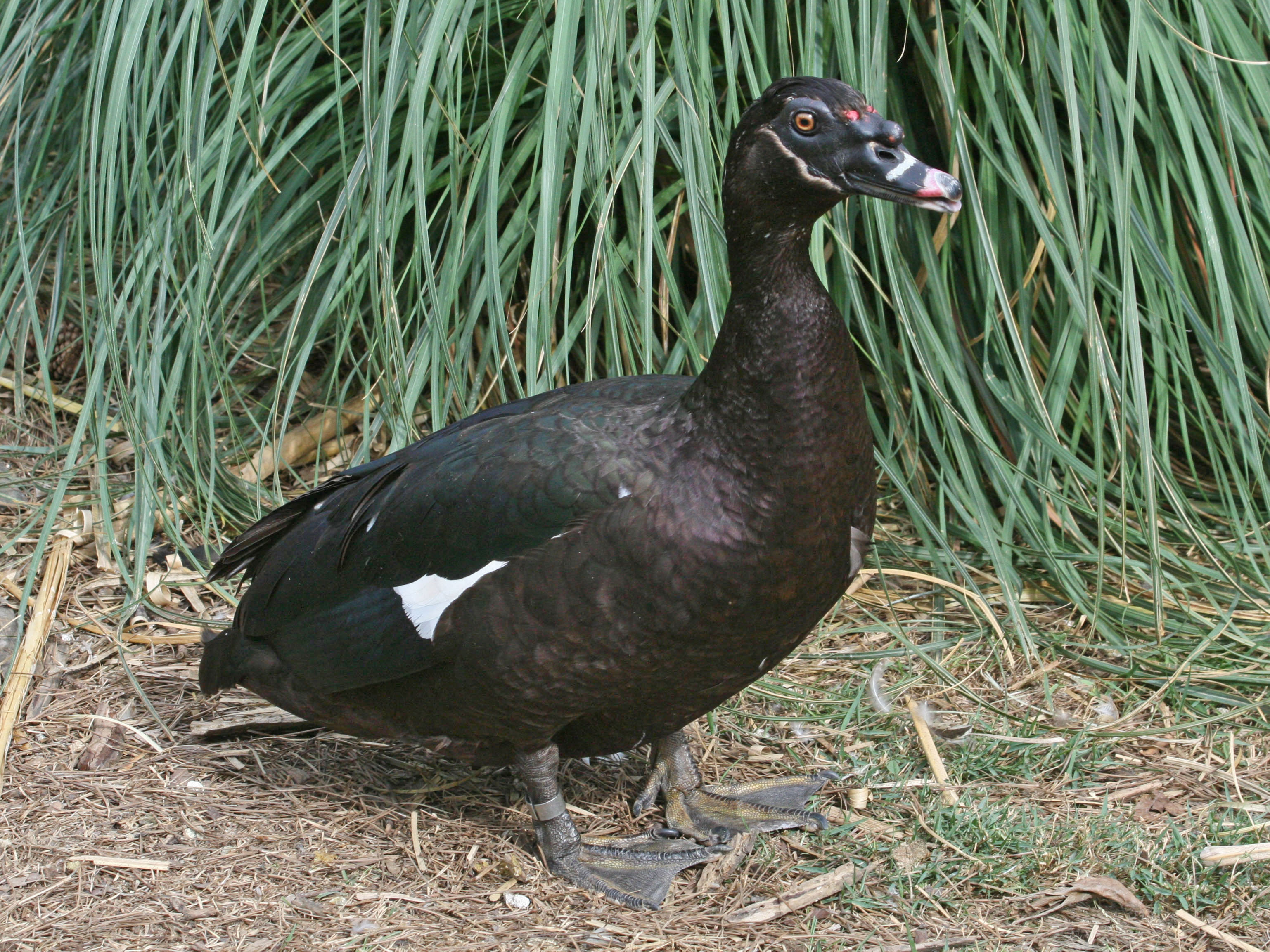
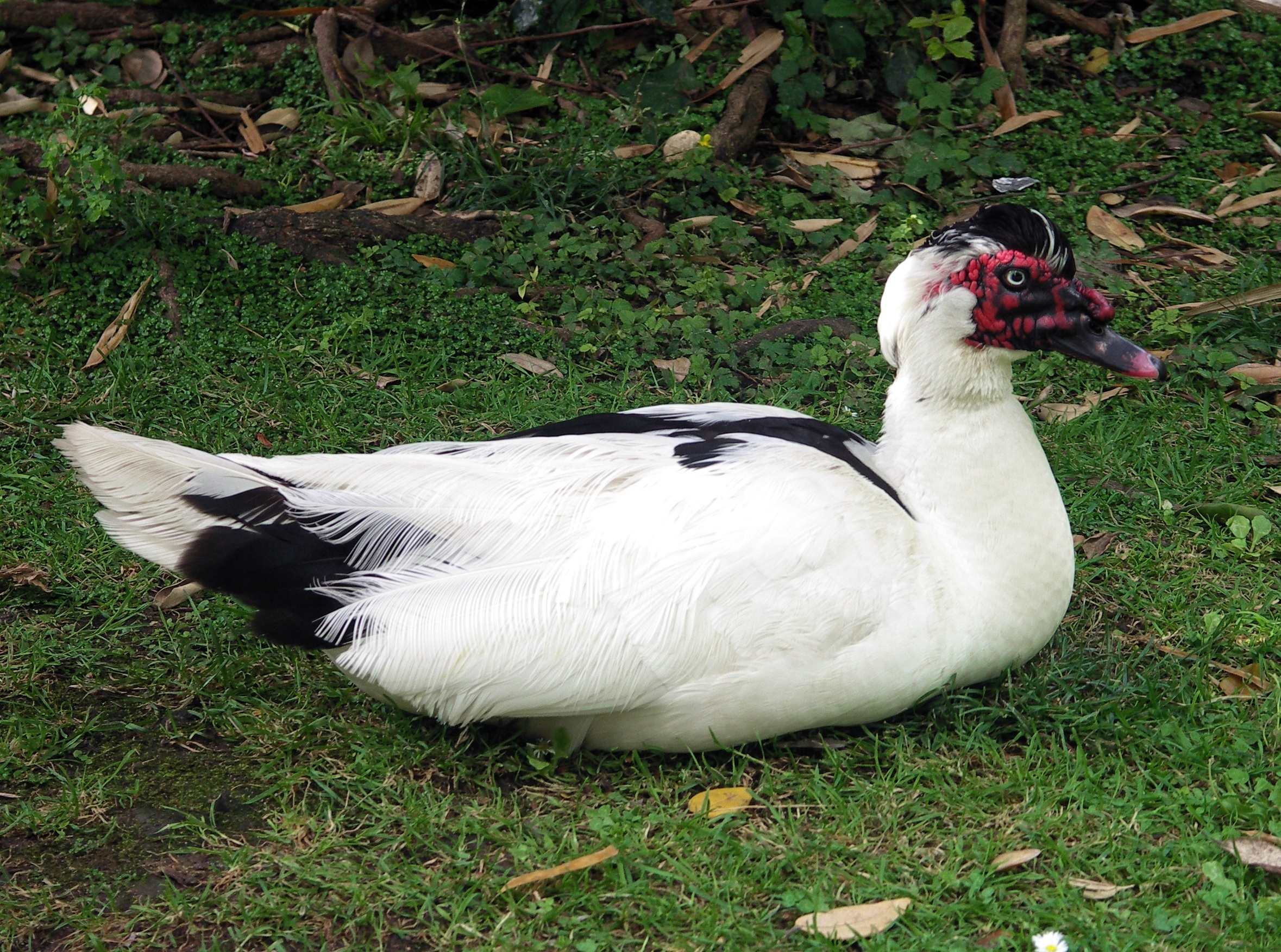
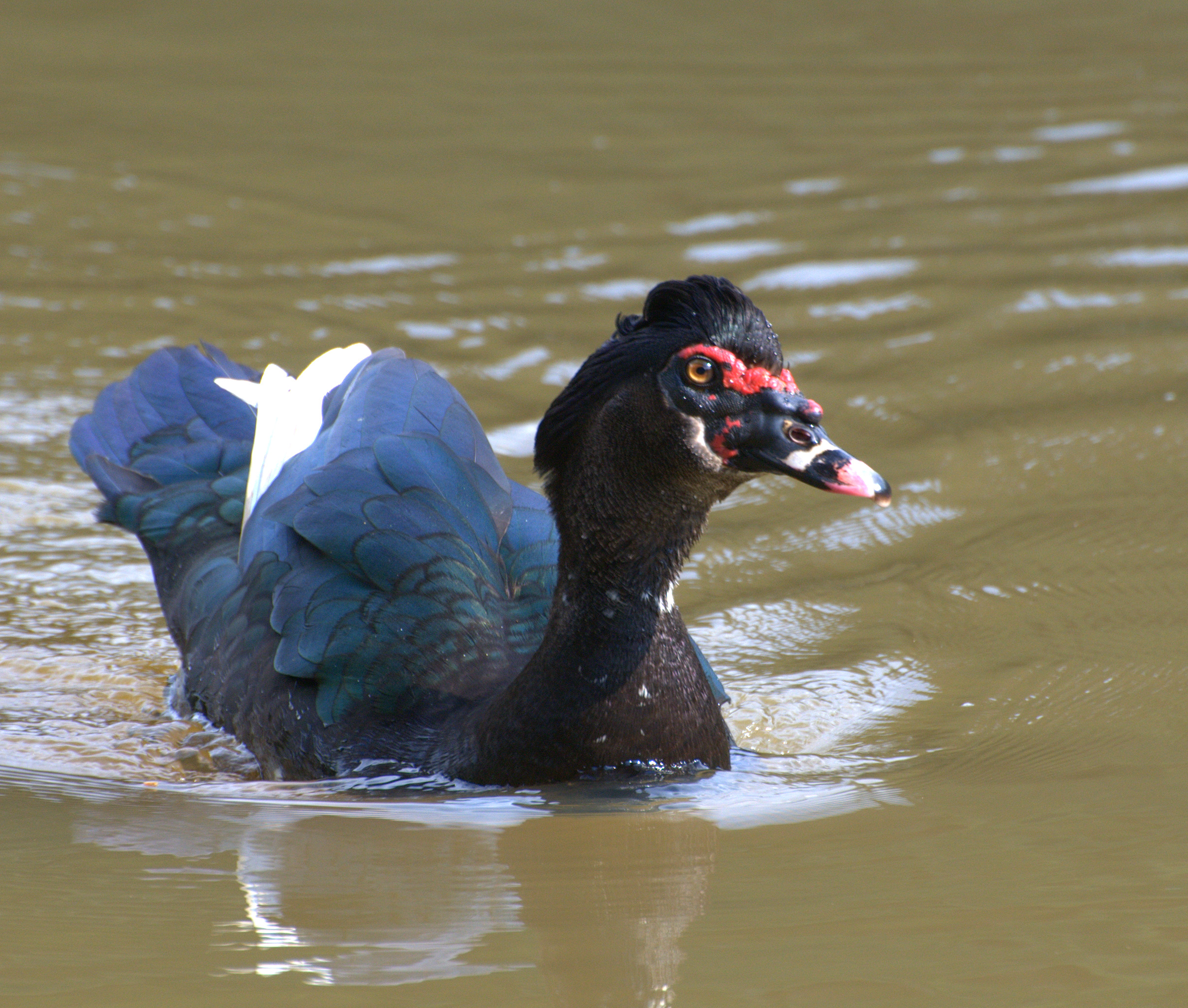